# Айт-Бен-Хадду
31°03′ пн. ш. 7°08′ зх. д. / 31.050° пн. ш. 7.133° зх. д.

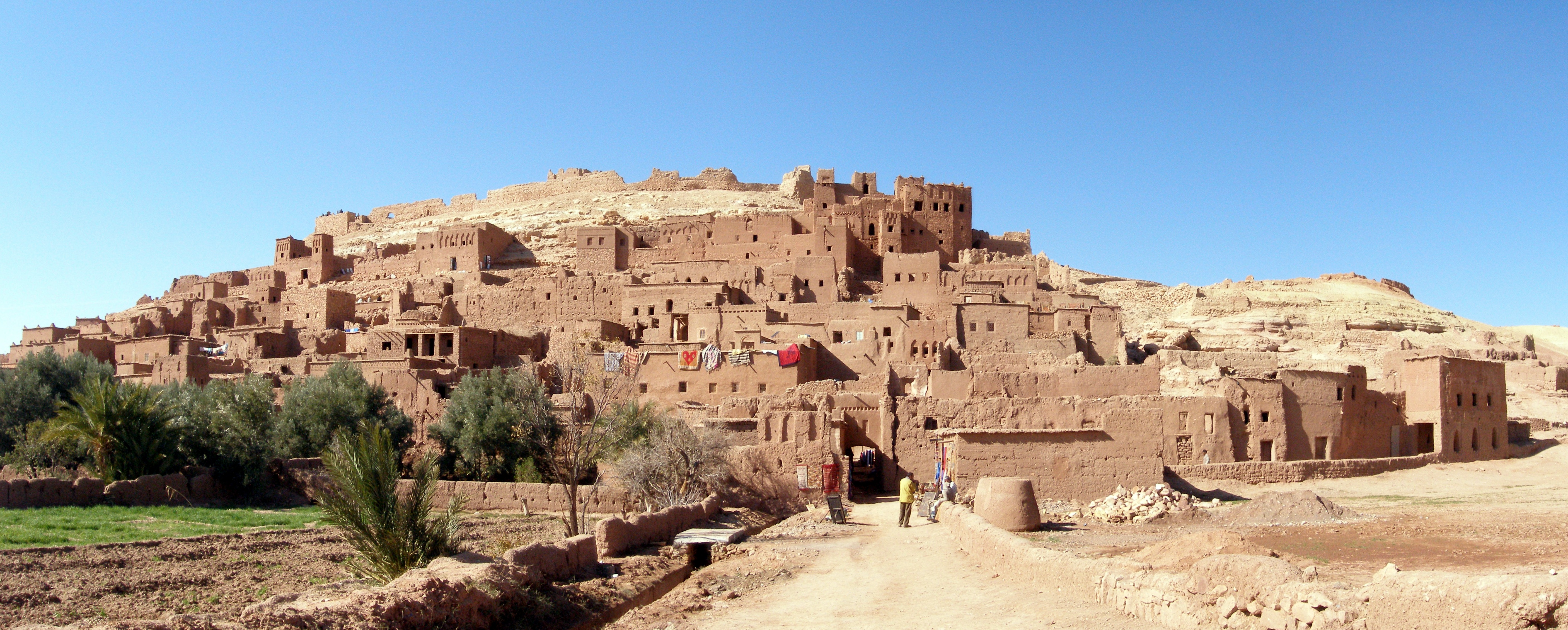

Айт-Бен-Хадду (берберська: Ath Benhadu, араб. آيت بن حدّو) — ксар (укріплене місто) в південному Марокко, за 29 кілометрів на північний захід від Варзазата. З 1987 року під охороною ЮНЕСКО як пам'ятник Світової спадщини.
Місто Айт-Бен-Хадда розташоване на лівому березі річки Варзазат на схилі пагорба. Долина річки проходить по пустелі; річка починається на південних схилах Високого Атласу і надалі губиться в пісках в Сахарі. Уздовж неї пролягав караванний шлях з Марракешу через Загору в Тімбукту. Ксар виник приблизно в XI столітті для охорони караванного шляху. Після зменшення важливості транссахарської торгівлі прийшов в занепад, населення поступово переселялося в нове село на протилежному (правому) березі річки. До 1990-х років Ксар перебував у руйнівному стані, в ньому жили всього десять сімей. В останні роки ведеться реставрація, передбачається перетворити Ксар в туристичний центр і розмістити в ньому художні галереї.
Ксар Айт-Бен-Хадда є одним з найтиповіших прикладів традиційної марокканської глинобитної архітектури, поширеної в передсахарській області, на південь від Високого Атласу. Всі житла Ксара побудовані з червоно-коричневої глини. Будинки з пласкими дахами розташовуються на схилі пагорба терасами, вулиці йдуть горизонтально і з'єднуються арками і вузькими проходами. У Ксар є чотири входи, два безкоштовних (крайній зліва і крайній праворуч) і два платні. Безкоштовні входи ведуть через ворота в стіні, в той час як платні проходять через житла і належать двом сім'ям, в одному з входів розташований музей.
Ксар був і залишається надзвичайно популярним місцем зйомки кінофільмів. Так, тут були зняті:
- Лоуренс Аравійський (1962)
- Людина, яка хотіла стати королем (1975)
- Ісус з Назарету (1977)
- Бандити часу (1981)
- Перлина Нілу (1985)
- Іскри з очей (1987)
- Остання спокуса Христа (1988)
- Під покровом небес (1990)
- Кундун (1997)
- Мумія (1999)
- Гладіатор (2000)
- Олександр (2004)
- Принц Персії: піски часу (2010)